# Cruz de Piedra (San Luis)
Cruz de Piedra es un barrio ubicado en la ciudad de Juana Koslay, Departamento Juan Martín de Pueyrredón, provincia de San Luis, Argentina. Se encuentra unos kilómetros al este de la ciudad de San Luis.

## Población
Contaba con 341 habitantes (Indec, 2001). Forma parte del componente Juana Koslay que cuenta con 12,467 habitantes (Indec, 2010) que integra la metrópolis del Gran San Luis.

## Dique Cruz de Piedra
Se trata de una de las obras hídricas más antiguas de la provincia, inaugurada en 1941. Es compartido también con la localidad de El Volcán en el extremo este. Cuenta con unos 29 metros de altura y una capacidad de 12.5 hm³. El murallón contiene las aguas del río Volcán, Cuchi Corral y las del arroyo Los Puquitos. También una Central Hidroeléctrica forma parte del complejo y contribuye en el abastecimiento de energía a la ciudad de San Luis y Las Chacras. El acuífero también se aprovecha en el sistema de riego regional.
El embalse es un llamativo espejo de agua que embellece el paisaje sanluiseño. Rodeado por la verde vegetación y custodiado por la altura de las montañas, el sitio resulta un privilegiado ambiente de ensueño.

## Golf Club San Luís
El Golf Club San Luis es uno de los sitios privilegiados para los amantes de este deporte. Fue inaugurado en 1954. Los jugadores se ven desafiados por 12 hoyos dispuestos en un terreno cuyas ondulaciones le agregan dificultad al partido. Inserto en un paisaje natural muy atractivo el campo invita no sólo a ser parte de la competencia, sino también a disfrutar de la infraestructura y los servicios de calidad.